# Tres Tresors
Els Tres Tresors (xinès simplificat: xinès tradicional: 三寶, xinès simplificat: 三宝, pinyin: 'sānbǎo', Wade-Giles: 'san-pao') és un concepte del taoisme. Designa tres virtuts importants –que es poden haver traduït de diferents maneres–: la compassió, la moderació i la humilitat. Els Tres Tresors són pròxims, en la seva forma, a les Tres Joies del budisme.
Encara que el Daodejing originalment sanbao significava "compassió", "frugalitat" i "humilitat". Però el terme es va utilitzar més tard per traduir les tres joies (Buda, Dharma i Sangha) al budisme xinès, i donar significat als Tres Tresors (jing, qi, shen) en la medicina tradicional xinesa.

## Font
- John Bowker. Concise Dictionary of world religions, Oxford University Press, p. 513.